# 海乃美月
海乃 美月（うみの みつき、5月18日 - ）は、元宝塚歌劇団月組トップ娘役。愛称は、うみ、くらげ。
富山県氷見市、市立北部中学校出身。

## 来歴
2009年、宝塚音楽学校入学。
2011年、音楽学校卒業後、宝塚歌劇団に97期生として入団。入団時の成績は5番。星組公演「ノバ・ボサ・ノバ／めぐり会いは再び」で初舞台。
2012年、組まわりを経て月組に配属。
歌・ダンス・芝居と三拍子揃った娘役として注目を集め、2014年の「明日への指針／TAKARAZUKA 花詩集100!!」で新人公演初ヒロイン。その後も3度に渡って新人公演ヒロインを務める。
2015年の「1789」で、トップスター・龍真咲の相手役に早乙女わかばとダブルキャストで抜擢。続くバウ・ワークショップ「A-EN（エイエン） ARI VERSION」で、バウホール公演初ヒロイン。
2017年の「瑠璃色の刻」（ドラマシティ・赤坂ACTシアター公演）で、東上公演単独初ヒロイン。その後も4度に渡って東上公演単独ヒロインを務める。
2019年の「アンナ・カレーニナ」でバウホール公演単独初ヒロイン。
2021年8月16日付で月組トップ娘役に就任。入団11年目でのトップ就任は極めて遅咲きとなった。月城かなとの相手役として、「川霧の橋／Dream Chaser」（博多座公演）で、新トップコンビお披露目。
2024年7月7日、「Eternal Voice／Grande TAKARAZUKA 110!」東京公演千秋楽をもって、宝塚歌劇団を月城と同時退団。
2024年9月19日、宝塚市大使を務めることが発表され委嘱式が行われた。また、同年10月よりイザワオフィスと業務提携したことが発表された。

## 人物
体を動かすのが大好きな子供で、クラシックバレエを習い、合唱隊に入って歌うことを楽しんでいた。
宝塚初観劇は、通っていたバレエスタジオのバスツアーで観た星組公演「王家に捧ぐ歌」。宝塚受験を決意したのは2006年星組公演「ベルサイユのばら」を観てから。
中学1年の冬、県民ミュージカルに出演。オーディションで主役を演じ、芝居を初めて経験する。
姉と同じ高校を受験するが、自分は宝塚へ行くという根拠の無い自信があり、高校入試に合格し、入学説明会を受けたその足で母と宝塚へ向かい、音楽学校の受験に臨んだ。
愛称の「うみ」は芸名から、「くらげ」は芸名を海月と呼び間違えられたことに由来する。

## 宝塚歌劇団時代の主な舞台

### 初舞台
- 2011年4 - 5月、星組『ノバ・ボサ・ノバ』『めぐり会いは再び』（宝塚大劇場）[8]

### 組まわり
- 2011年6 - 7月、星組『ノバ・ボサ・ノバ』『めぐり会いは再び』（東京宝塚劇場）
- 2011年10 - 12月、宙組『クラシコ・イタリアーノ』『NICE GUY!!』

### 月組時代
- 2012年6 - 9月、『ロミオとジュリエット』
- 2012年10 - 11月、『春の雪』（バウホール・日本青年館） - 少年清顕／房子
- 2013年1 - 3月、『ベルサイユのばら-オスカルとアンドレ編-』 - 小公女／幼少時代のアンドレ、新人公演：ロザリー（本役：愛希れいか）[8][4]
- 2013年5月、『ME AND MY GIRL』（梅田芸術劇場）
- 2013年7 - 10月、『ルパン-ARSÈNE LUPIN-』 - 新人公演：フラヴィ（本役：憧花ゆりの）『Fantastic Energy!』
- 2013年11 - 12月、『THE MERRY WIDOW』（ドラマシティ・日本青年館） - フルフル
- 2013年12月、『月雲（つきぐも）の皇子（みこ）』（天王洲 銀河劇場） - 酒見郎女
- 2014年1月、『New Wave!-月-』（バウホール）
- 2014年3 - 6月、『宝塚をどり』『明日への指針 -センチュリー号の航海日誌-』 - アンジェラ、新人公演：レイラ（本役：愛希れいか）『TAKARAZUKA 花詩集100!!』 - 仮面の女／少女、新人公演：花のエトワール／トップスター女／銀の花の女（本役：愛希れいか） 新人公演初ヒロイン[3][9]
- 2014年7 - 8月、『THE KINGDOM』（日本青年館・ドラマシティ） - ジェニファー 東上Wヒロイン[8]
- 2014年9 - 12月、『PUCK（パック）』 - 草の露、新人公演：ハーミア（本役：愛希れいか）『CRYSTAL TAKARAZUKA-イメージの結晶-』 新人公演ヒロイン[3]、初エトワール
- 2015年2 - 3月、『風と共に去りぬ』（中日劇場） - メイベル
- 2015年4 - 7月、『1789-バスティーユの恋人たち-』 - オランプ・デュ・ピュジェ[注釈 1][8][4]
- 2015年9月、『A-EN（エイエン） ARI VERSION』（バウホール） - マリッサ・ムーア バウWSヒロイン[10]
- 2015年11 - 2016年2月、『舞音-MANON-』 - ホマ、新人公演：張紫微（本役：憧花ゆりの）／ティコ（本役：桃歌雪）『GOLDEN JAZZ』
- 2016年3 - 4月、龍真咲コンサート『Voice』（赤坂ACTシアター・ドラマシティ） - ミツキ
- 2016年6 - 9月、『NOBUNAGA〈信長〉-下天の夢-』 - お市、新人公演：妻木（本役：朝美絢）『Forever LOVE!!』
- 2016年10 - 11月、『アーサー王伝説』（文京シビックホール・ドラマシティ） - ヘラヴィーサ
- 2017年1 - 3月、『グランドホテル』 - 婦人[注釈 1]／フリーダ・フラム（フラムシェン）[注釈 1]、新人公演：エリザヴェッタ・グルーシンスカヤ（本役：愛希れいか）『カルーセル輪舞曲（ロンド）』 新人公演ヒロイン[18][4][3]
- 2017年4 - 5月、『瑠璃色の刻（とき）』（ドラマシティ・TBS赤坂ACTシアター） - アデマール 東上ヒロイン[11][3]
- 2017年7 - 10月、『All for One』 - マリア・テレサ、新人公演：モンパンシェ公爵夫人（本役：沙央くらま）
- 2017年11 - 12月、『鳳凰伝』 - タマル『CRYSTAL TAKARAZUKA-イメージの結晶-』（全国ツアー） エトワール
- 2018年2 - 5月、『カンパニー-努力（レッスン）、情熱（パッション）、そして仲間たち（カンパニー）-』 - 瀬川由衣『BADDY（バッディ）-悪党（ヤツ）は月からやって来る-』 - ファニー
- 2018年6 - 7月、『THE LAST PARTY〜S. Fitzgerald’s last day〜』（日本青年館・ドラマシティ） - MITSUKI／ゼルダ・フィッツジェラルド 東上ヒロイン[19][4][3]
- 2018年8 - 11月、『エリザベート-愛と死の輪舞（ロンド）-』 - ヴィンディッシュ嬢
- 2019年1月、『Anna Karenina（アンナ・カレーニナ）』（バウホール） - アンナ・カレーニナ バウヒロイン[12][4][3]
- 2019年3 - 6月、『夢現無双』 - 吉野太夫[注釈 2]
- 2019年7 - 8月、『ON THE TOWN（オン・ザ・タウン）』（梅田芸術劇場） - ルーシー・シュミーラー[注釈 3]／クレア・デ・ルーン[注釈 4]
- 2019年10 - 12月、『I AM FROM AUSTRIA-故郷（ふるさと）は甘き調（しら）べ-』 - ロミー・エードラー[5]
- 2020年2月、『出島小宇宙戦争』（ドラマシティ・東京建物 Brillia HALL） - タキ 東上ヒロイン[20][5][3]
- 2020年9 - 2021年1月、『WELCOME TO TAKARAZUKA-雪と月と花と-』『ピガール狂騒曲』 - ラ・グリュ
- 2021年2 - 3月、『ダル・レークの恋』（TBS赤坂ACTシアター・ドラマシティ） - カマラ 東上ヒロイン[21][22][4][3]
- 2021年5 - 8月、『桜嵐記（おうらんき）』 - 百合『Dream Chaser』

### 月組トップ娘役時代
- 2021年10 - 11月、『川霧の橋』 - お光『Dream Chaser-新たな夢へ-』（博多座） トップお披露目公演[14]
- 2022年1 - 3月、『今夜、ロマンス劇場で』 - 美雪『FULL SWING!』 大劇場トップお披露目公演[23]
- 2022年5月、『Rain on Neptune』（舞浜アンフィシアター） - ネプチューン／ベルメール[24]
- 2022年7 - 10月、『グレート・ギャツビー』 - デイジー・ブキャナン[25]
- 2022年11 - 12月、『ブラック・ジャック 危険な賭け』 - アイリス／如月恵『FULL SWING!』（全国ツアー）[26]
- 2023年2 - 4月、『応天の門』 - 昭姫『Deep Sea-海神たちのカルナバル-』[27]
- 2023年6月、『DEATH TAKES A HOLIDAY』（東急シアターオーブ） - グラツィア・ランベルティ[28]
- 2023年8 - 11月、『フリューゲル-君がくれた翼-』 - ナディア・シュナイダー『万華鏡百景色（ばんかきょうひゃくげしき）』[注釈 5][29]
- 2024年1月、『G.O.A.T』（梅田芸術劇場）[30]
- 2024年3 - 7月、『Eternal Voice 消え残る想い』 - アデーラ『Grande TAKARAZUKA 110!』 退団公演[6]

### 出演イベント
- 2014年12月、タカラヅカスペシャル2014『Thank you for 100 years』
- 2015年12月、タカラヅカスペシャル2015『New Century，Next Dream』
- 2016年7月、龍真咲ディナーショー『Goodbye Fairy』[31]
- 2016年12月、タカラヅカスペシャル2016『Music Succession to Next』
- 2017年12月、タカラヅカスペシャル2017『ジュテーム・レビュー-モン・パリ誕生90周年-』
- 2018年12月、タカラヅカスペシャル2018『Say! Hey! Show Up!!』

## 宝塚歌劇団退団後の主な活動

### 舞台
- 2025年3 - 5月、『ボニー&クライド』（シアタークリエ・森ノ宮ピロティホール・博多座・東海市芸術劇場） - ボニー・パーカー[32][33]
- 2025年8月、『M FESTIVAL』（明治座）[34]

### コンサート・ライブ
- 2025年7月、『モーリー・イェストン生誕80周年記念コンサート Life's A Joy! Life Goes On!! with 20years of Gratitude from Umeda Arts Theater』（東京国際フォーラム・梅田芸術劇場）[35]
- 2025年8月、『有沙瞳サマースペシャルLIVE』 -  スペシャルゲストとして出演[36]

### イベント
- 『かたかごフェスティバル』（2025年2月23日、富山県高岡市）- ミニトーク[37]

### ディナーショー
- 『Luna Sea』（2025年5月、第一ホテル東京・宝塚ホテル）[38]

### ネット配信
- 『まちの魅力を発見！たからづか夢フィルム』（2025年1月、兵庫県宝塚市）- ナビゲーター[39][40]

## 受賞歴
- 2016年、『宝塚歌劇団年度賞』 - 2015年度新人賞[41]
- 2020年、『宝塚歌劇団年度賞』 - 2019年度努力賞[42]
- 2022年、『阪急すみれ会パンジー賞』 - 娘役賞[43]